# Wagner Domingos
Wagner Domingos, född 26 mars 1983, är en friidrottare från Brasilien. Han deltog vid olympiska sommarspelen 2016.